# Örsås
Örsås är kyrkbyn i Örsås socken i Svenljunga kommun i sydöstra Västergötland mellan Ätran och Assman. Orten klassades till och med 1995 som en småort.
Örsås kyrka ligger här. 